# Macalé (futebolista)
Alexandre Vieira dos Santos, mais conhecido como Macalé (Sabará, 16 de dezembro de 1970), é um ex-futebolista brasileiro que atuava como meia.
Alexandre Vieira dos Santos recebeu este apelido em relação ao humorista brasileiro Tião Macalé, pois muitos o achavam semelhante com o artista.

## Carreira
Macalé teve grande destaque atuando pelo clube que o revelou, o Cruzeiro, aonde conquistou os títulos mais importantes de sua carreira. 
Atuou também na Seleção Brasileira de Futebol Sub-20 com quem conquistou o Campeonato Sul-Americano de 1988, juntamente com craques como Carlos Germano, Bismarck, Leonardo e Sonny Anderson, no time treinado por René Simões.
Encerrou sua carreira em 2003, com uma lesão na cartilagem de um dos joelhos, após ter passagem também destacada pelo futebol da Alemanha atuando pelo BFC Dynamo.

## Política
No ano de 2012 se candidatou pelo PSDB ao cargo de vereador de sua cidade natal Sabará, mas não se elegeu, recebendo apenas 32 votos na contagem geral.

## Títulos
Cruzeiro
- Supercopa Sul-Americana: 1991
- Campeonato Mineiro: 1992, 1994

Brasil
- Campeonato Sul-Americano: 1988